# Nephthyigorgia crassa
Nephthyigorgia crassa is een zachte koraalsoort uit de familie Nidaliidae. De koraalsoort komt uit het geslacht Nephthyigorgia. Nephthyigorgia crassa werd in 1910 voor het eerst wetenschappelijk beschreven door Kükenthal. 